# Élections cantonales de 1945 dans l'Ardèche
Les élections cantonales de 1945 eurent lieu les 23 et 30 septembre 1945. Le mode de scrutin utilisé fut le scrutin uninominal majoritaire à deux tours.

## Le scrutin dans les différents cantons

### Antraigues

#### Résultats
- Premier tour

|               | Parti   | Nombre de voix | Résultats |
| Franck Chante | Radical | 1 944          | 100 %     |

### Aubenas

#### Résultats
- Premier tour

|                | Parti | Nombre de voix | Résultats |
| Jean Beaussier | SFIO  | 4 254          | 100 %     |

### Bourg-Saint-Andéol

#### Résultats
- Premier tour

|              | Parti   | Nombre de voix | Résultats |
| Julien Roman | Radical | 1 710          | 47,95 %   |
| Pierre Piéri | SFIO    | 1643           | 46,07 %   |
| Martin       | DVG     | 209            | 5,86 %    |

- Second tour

|              | Parti   | Nombre de voix | Résultats |
| Julien Roman | Radical | 2 047          | 51,99 %   |
| Pierre Piéri | SFIO    | 1890           | 48,01 %   |

### Chomérac

#### Résultats
- Premier tour

|                   | Parti   | Nombre de voix | Résultats |
| Jean Perrin       | Radical | 1270           | 48,86 %   |
| Édouard Sauvertin | PCF     | 845            | 32,52 %   |
| Pierre Fournier   | SFIO    | 484            | 18,62 %   |

- Second tour

|             | Parti   | Nombre de voix | Résultats |
| Jean Perrin | Radical | 1 450          | 100 %     |

### Privas

#### Résultats
- Premier tour

|                    | Parti   | Nombre de voix | Résultats |
| Charles Gounon     | Radical | 3 249          | 56,13 %   |
| Ludovic Bacconnier | PCF     | 2575           | 43,87 %   |

### Saint-Pierreville

#### Résultats
- Premier tour

|               | Parti   | Nombre de voix | Résultats |
| Marcel Astier | Radical | 2 119          | 100 %     |

### Thueyts

#### Résultats
- Premier tour

|                 | Parti | Nombre de voix | Résultats |
| Édouard Froment | SFIO  | 2 743          | 100 %     |

### Vallon

#### Résultats
- Premier tour

|               | Parti   | Nombre de voix | Résultats |
| Henri Ageron  | SFIO    | 1 805          | 58,47 %   |
| Hénir Alméras | Radical | 1282           | 41,53 %   |

### Villeneuve-de-Berg

#### Résultats
- Premier tour

|               | Parti              | Nombre de voix | Résultats |            |
| Louis Gineste | SFIO               | 1440           | 40,82 %   | Ballottage |
| Louis Armand  | CNIP               | 1304           | 36,96 %   | Ballottage |
| Abel Amblard  | Radical-socialiste | 784            | 22,22 %   | Ballottage |

- Second tour

|               | Parti | Nombre de voix | Résultats |
| Louis Gineste | SFIO  | 1 976          | 53,41 %   |
| Louis Armand  | CNIP  | 1723           | 46,59 %   |

### Viviers

#### Résultats
- Premier tour

|              | Parti  | Nombre de voix | Résultats |
| Henri Chaze  | PCF    | 3 565          | 61,13 %   |
| Camille Rieu | MRP    | 2191           | 37,57 %   |
| Divers       | Divers | 76             | 1,03 %    |